# حديقة جبل مولو الوطنية
حديقة جبل مولو الوطنية هي حديقة وطنية في منطقة ميري التابعة لإقليم سراوق في ماليزيا. وهي إحدى مواقع التراث العالمي لليونسكو التي تشمل الكهوف والتكوينات الكارستية الجبلية في الغابات الاستوائية المطيرة. وتشتهر الحديقة بكهوفها والغابات المُحيطة بها، بالإضافة إلى البعثات التي أُقيمت لاستكشافها، وأبرزها بعثة الجمعية الجغرافية الملكية لسنة 1977-1978، والتي شهدت أكثر من 100 عالِم في هذا المجال لمدة 15 شهرًا. بدأت هذا سلسلة في أكثر من 20 بعثة استكشافية وتسمى الآن بمشروع كهوف مولو.
تم تسمية الحديقة الوطنية على اسم جبل مولو، ثاني أعلى جبل في سراوق.

## التاريخ

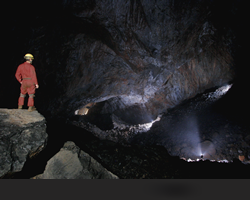
قاعة آبي في كهف صخري أبيض، في جبل آبى، التقطت خلال بعثة 2005.

كانت أول إشارة إلى كهوف مولو عام 1858، عندما ذكرها سبنسر سانت جون (القُنصل البريطاني في بروناي) عن «الكُتل المُنفصلة من الحجر الجيري، البالية كثيرًا بالمياه، مع الكهوف والأنفاق الطبيعية» في كتابه «الحياة في غابات الشرق الاقصى». حاول سبنسر الصعود إلى جبل مولو في وقت لاحق لكنه فشل بسبب مُنحدرات الحجر الجيري والغابات الكثيفة والقمم الحادة.
في القرن التاسع عشر، حاول تشارلز هووز (المسؤول في مملكة سراوق) تسلق جبل مولو لكنه أيضاً فشل. كان ذلك في عشرينيات القرن الماضي فقط، عندما اكتشف صياد وحيد القرن من بيروان يدعى تاما نيلونغ التلال الجنوبية الغربية بالقُرب من الجبل والتي أدت في النهاية إلى القمة. في عام 1932، قاد تاما نيلونج إدوارد شاكلتون أثناء رحلة استكشافية لجامعة أكسفورد إلى قمة جبل مولو. وهو أول صعود ناجح إلى قمة جبل مولو. في عام 1961، قامت هيئة المسح الجيولوجي البريطانية في بورنيو بزيارة كهوف مولو، وقام بمسح كهف الغزلان وكهف الرياح. كما توقع اكتشاف المزيد من الكهوف في المُستقبل.
في عام 1974، تم الإعلان عن جبل مولو والمناطق المُحيطة به كحديقة وطنية من قبل حكومة سرواق. في عام 1978، نظمت الجمعية الجغرافية الملكية رحلة استكشافية علمية إلى حديقة مولو الوطنية، وهي أكبر بعثة استكشافية من هذا النوع يتم إرسالها من المملكة المتحدة. استمرت البعثة لمدة 15 شهرًا، قامت خلالها مجموعة فرعية صغيرة باستكشاف ومسح 50 كيلومتر من الكهوف، بما في ذلك كهف المياه النقية والكهف الأخضر وكهف العجائب وكهف التنبؤ. في ذلك الوقت، لم يكن هناك مطار ولا يوجد طُرق لقطع الأشجار في مولو. تم إنشاء معسكر أساسي في لونج بالا، وكان يحتاج إلى رحلة تستغرق ثلاثة أيام من نهر ميري لوصوله  وهكذا بدأ استكشاف الكهوف في الجهة الغربية لجبل أبي. في ديسمبر 1980، تم إرسال فريق بريطاني آخر إلى كهوف مولو لمدة 4 أشهر. في هذه الحملة، تم اكتشاف قاعة سراوق التي تقع في كهف الحظ السعيد. في عام 1984، تم تصنيف جبل مولو كمتنزه تراث الآسيان. وفي عام 1985، تم افتتاح الحديقة رسميًا للجمهور. في رحلة استكشافية بريطانية في عام 1988، تم إنشاء رابط بين كهف المياه النقية وكهف الرياح والذي جعل كهف المياه النقية يمتد إلى 58 كيلومتر (190,000 قدم)، ليُزعم بأنه أطول ممر كهف في جنوب شرق آسيا. تم اكتشاف كهف الصخرة السوداء أيضًا خلال هذه الرحلة الاستكشافية. وفي عام 1991، تم اكتشاف ممر يربط بين كهف الصخرة السوداء وكهف المياه النقية. ليمتد ممر كهف المياه النقية إلى 102 كيلومتر (335,000 قدم)، مما يجعله سابع أطول ممر كهف في العالم. بين عامي 1993 و 2000، استكشفت فرق الرحلات الاستكشافية البريطانية الجانب الشرقي لجبل آبي مع العديد من الاكتشافات التي تم إجراؤها في الوادي المخفي.
بين عامي 1995 و 2000، قام فريق بعثة أمريكية من الجمعية الوطنية لعِلم الكهوف بمسح جونونج بودا (جبل بودا). في هذه الحملات، وتم اكتشاف كهف النجاة. وفي عام 2000، تم إعلان حديقة جبل مولو الوطنية كموقع للتراث العالمي لليونسكو. لتُغطي مساحة 52,864 هكتار (528.64 كـم2)، وهي أكبر حديقة وطنية مفتوحة للسياح في سرواق. في عام 2001، نُشر في الجريدة الرسمية عن حديقة جبل بودا الوطنية من قبل حكومة سرواق.
منذ عام 2000، حوّلت فرق الرحلات الاستكشافية البريطانية تركيزها لاستكشاف الكهوف حول جبل بينارات. نتيجة لذلك، تم اكتشاف كهف الصخرة البيضاء (في جبل آبي) في عام 2003. في عام 2005، تم ربط كهف الصخرة البيضاء بنظام كهف المياه النقية، وبالتالي تم تمديد نظام المياه النقية إلى 129.4 كم. تم اكتشاف قاعة آبي أيضًا في نفس الرحلة الاستكشافية. ركزت الاستكشافات اللاحقة على اكتشاف المزيد من الممرات المخفية في كهف الصخرة البيضاء. في عام 2017، تم قياس كهف الصخرة البيضاء إلى 100 كيلومتر (330,000 قدم) وكهف المياه النقية تم قياسه إلى 226.3 كيلومتر (742,000 قدم).

## جغرافيا

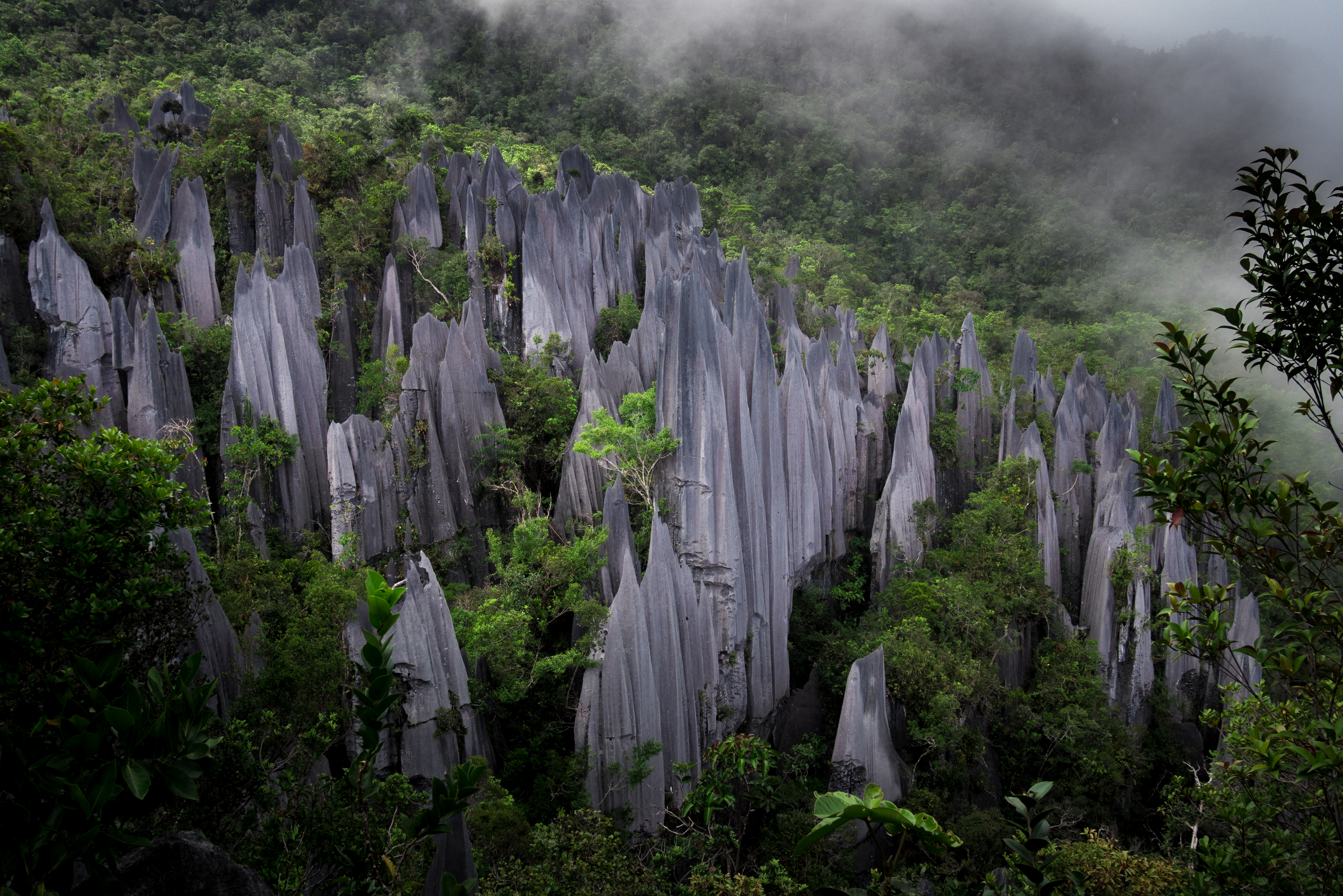
قمم الحجر الجيري لجبل آبي.

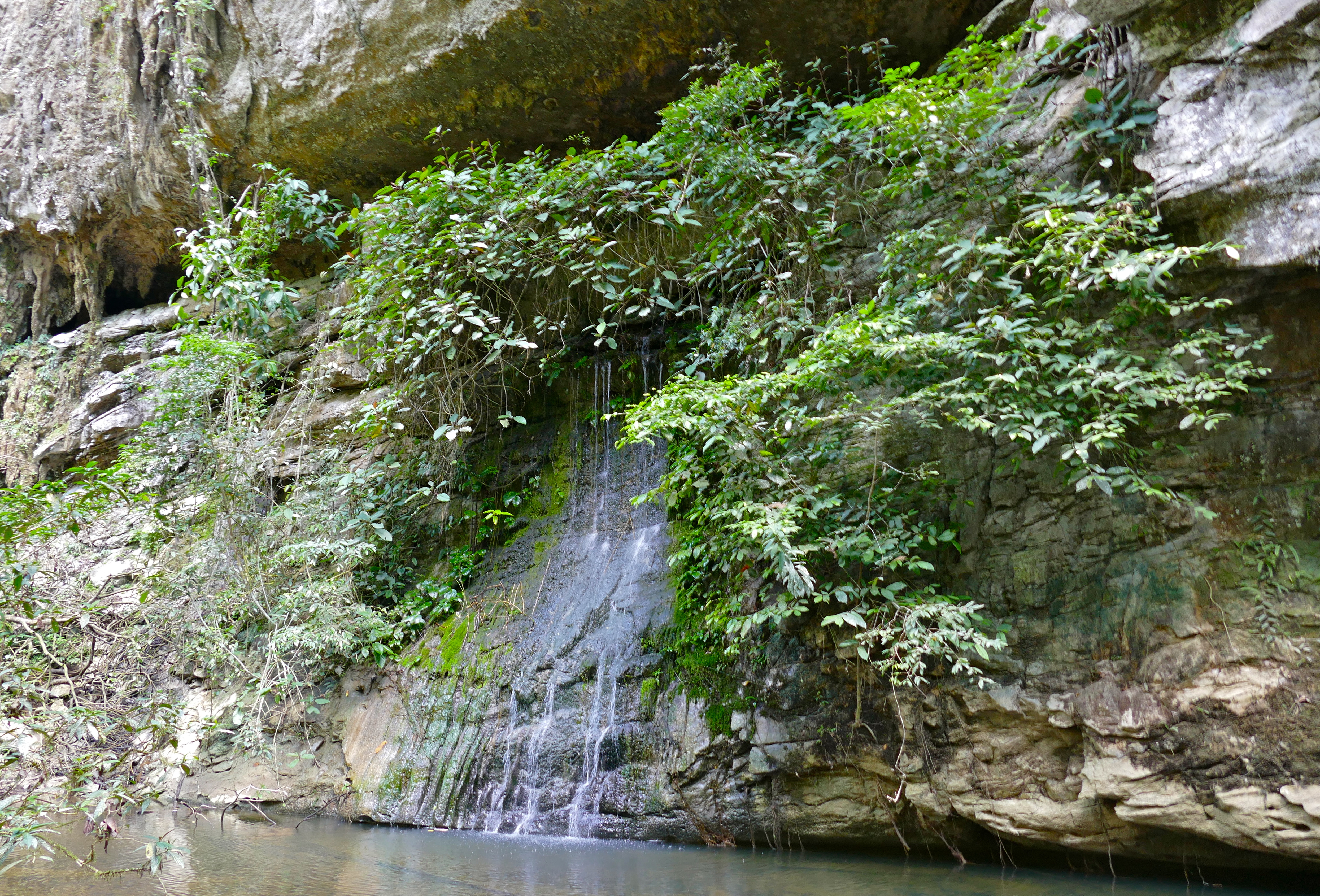
شلال باكو

تُعد حديقة جبل مولو الوطنية أكثر المناطق الكارستية الاستوائية دراستاً في العالم، ولديها 295 كيلومتر من الكهوف المُستكشفة التي تضم ملايين الخفافيش طيور السمّام. تقع الحديقة الوطنية على بُعد 100 كيلومتر (330,000 قدم) من بروناي، وتقع بين منابع نهر توتو ونهر مندالام حيث تُعتبر الأخيرة أحد روافد نهر ليمبانج. الجانب الغربي من الحديقة عبارة عن منطقة مُنخفضة (38٪ من الحديقة) والجانب الشرقي عبارة عن سلاسل جبلية تتكون من الحجر الجيري والحجر الرملي. التضاريس في الحديقة تتكون من القِمم الوعرة، والنتوءات والمنحدرات شديدة الانحدار، والوديان، والأبراج الكارستية والكهوف والمدرجات، والينابيع الساخنة، والسهول الفيضية والشلالات.
تهيمن على الحديقة ثلاثة جبال: جبل مولو [ 2,376 متر (7,795 قدم) ]، وجبل آبي [ 1,750 متر (5,740 قدم) ] وجبل بنارات [ 1,858 متر (6,096 قدم) ]. جبل مولو هو جبل من الحجر الرملي، وجبل أبي وبينارات جبالان من الحجر الجيري. تُغطي قمة جبل مولو غابات الطحالب، بينما توجد قمم الحجر الجيري في الجزء العلوي من جبل أبي. يفصل أخدود ميليناو جبل بينارات عن جبل أبي. في هذه الأثناء، يفصل ميدالم أخدود جبل بودا عن جبل بينارات. تم تضمين جبل بودا في حديقة وطنية أخرى تسمى جبل بودا.
تحتوي الحديقة الوطنية على ثلاثة كهوف بارزة: قاعة سراوق، إحدى أكبر الغُرف الموجودة تحت الأرض في العالم، كهف الغُزلان، وهو أكبر ممر كهف في العالم، وكهف المياه النقية، وهو أطول نظام كهف في جنوب شرق آسيا. غرفة سرواق يصل إلى 600 متر (2,000 قدم) بطول 415 متر (1,362 قدم) عرضًا ولا يقل عن 80 متر (260 قدم) إرتفاعًا، مما ينتج عنه حجم 12,000,000 متر مكعب (420,000,000 قدم3) وامتداد سقف غير مدعوم 300 متر (980 قدم). في الوقت نفسه، يقع كهف الغزلان في 120 متر (390 قدم) حتى 150 متر (490 قدم) في القُطر. اعتبارًا من أكتوبر 2018، يحتوي كهف المياه النقية على 227.2 كيلومتر (745,000 قدم) من الممرات المُستكشفة.
الكهوف الأخرى في هذه المنطقة هي كهف الحظ السعيد وكهف بنارات وكهف الرياح.

### جيولوجيا
تتكون جيولوجيا الحديقة من تسلسل رسوبي متحور من العصر الباليوسيني - الميوسيني. يقع جبل مولو في الجنوب الغربي من المُنتزه. تم تشكيله من العصر الباليوسيني - الإيوسين العلوي مع تداخل الحجر الرملي والصخر الزيتي. الجبال المُتبقية (جبل أبي، جبل بينارات، وجبل بودا) تقع على الجانب الغربي من جبل مولو. تشكلت هذه الجبال الثلاثة الأصغر من 40 كم شريط من الحجر الجيري الكارستي خلال العصر الأيوسيني العلوي - وفترة الميوسين السُفلية. تم تطوير نظام الكهف الواسع في هذه الفرقة، وكان تكوين الكهف نتيجة الارتفاع التكتوني للكارست منذ 2 إلى 5 ملايين سنة. تُعتبر الكهوف نموذجية لكهوف الأنهار الاستوائية، والتي تعرض ميزات مختلفة مثل: الأنابيب الإهليلجية التي تربط مستويات مختلفة من الكهف، بما في ذلك الأراجونيت والكالسيت. الحجر الجيري إما أبيض أو رمادي للغاية. قمم جبل آبي هي نتيجة التجوية الشديدة لصخور الحجر الجيري. وتتراوح التُربة في الحديقة الوطنية من التُربة الخثية الحمراء والصفراء إلى التُربة العضوية السوداء.

### المُناخ
يتأثر المُناخ في حديقة مولو الوطنية بالرياح الموسمية الشمالية الشرقية (من ديسمبر إلى مارس) والرياح الموسمية الجنوبية الغربية (مايو إلى أكتوبر). كمية الأمطار عالية، حيث تتراوح بين 4,000 مليمتر (160 بوصة) إلى 5,000 مليمتر (200 بوصة). في الأراضي المُنخفضة، تتراوح درجة الحرارة من 23 °م (73 °ف) حتى 26 °م (79 °ف). في قمة جبل مولو، تتراوح درجة الحرارة بين 14 °م (57 °ف) حتى 18 °م (64 °ف). البيانات المُناخية المعروضة خاصة بقرية مولو القريبة من المطار ومدخل الحديقة. تتميز الأجزاء الداخلية والعليا من الحديقة بمناخ أكثر برودة ورطوبة.

## التنوع البيولوجي

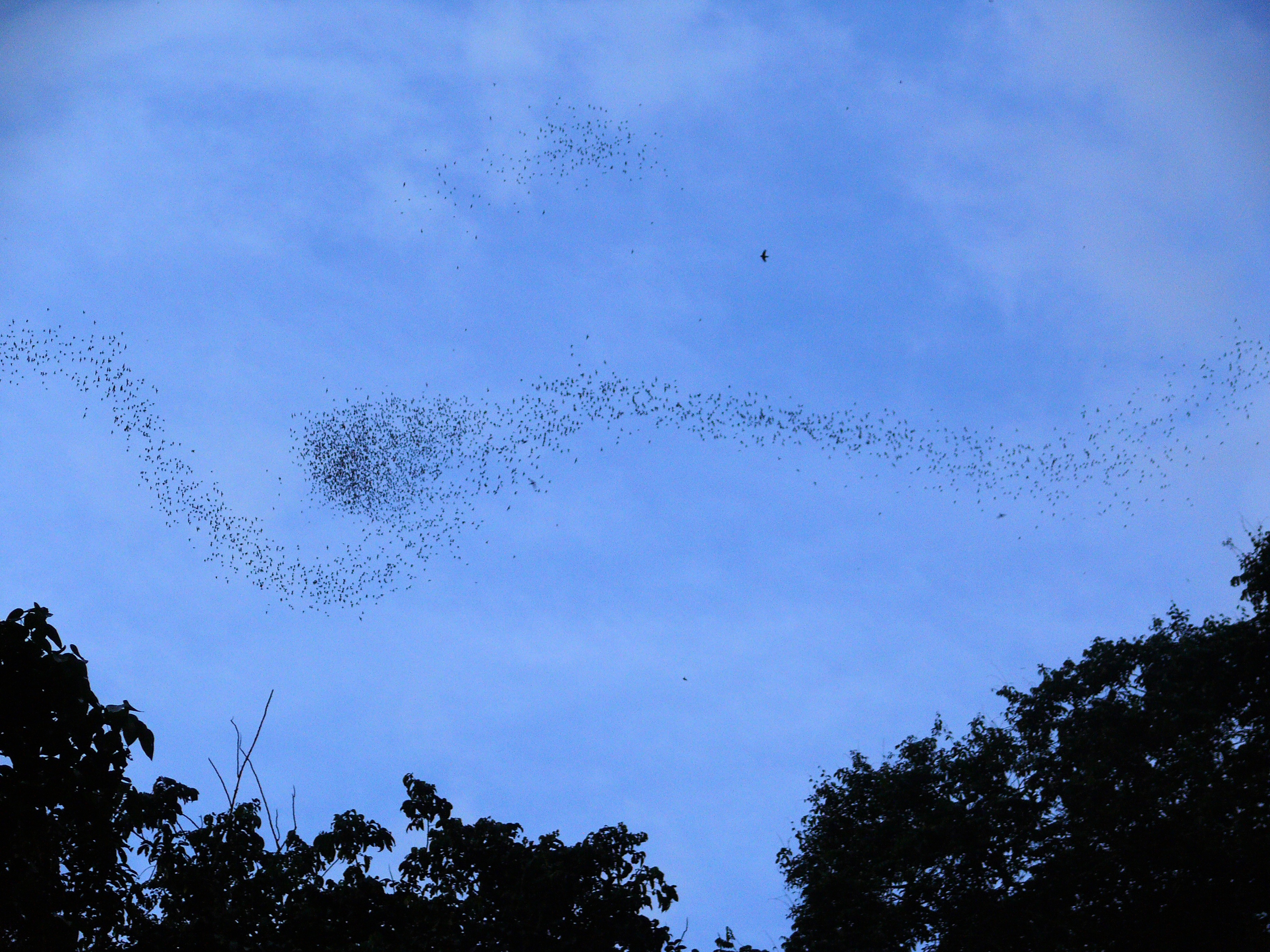
ملايين الخفافيش تطير من كهف الغزلان في المساء بحثًا عن الطعام.

### الحيوانات
هناك 20,000 نوع من اللافقاريات و 81 نوعًا من الثدييات و 270 نوعًا من الطيور و 55 نوعًا من الزواحف و 76 نوعًا من البرمائيات و 48 نوعًا من الأسماك المُحددة في منطقة المُنتزه.
وقد رُصِدت ثمانية أنواع لطائر البوقير الأسود في مولو، بما في ذلك طائر وحيد قرن (Buceros rhinoceros)،وأبو قرن المُجعد (Aceros corrugatus) وأبو قرن ذو الخوذة (Rhinoplax vigil).
تم تسجيل ثمانية وعشرين نوعًا من الخفافيش في الحديقة. يحتوي كهف الغزلان على اثني عشر نوعًا من الخفافيش. فهي موطن لما يقرب من ثلاثة ملايين من الخفافيش ذات الشفاه المُجعدة (Chaerephon plicatus). كما يخرج الملايين من الخفافيش من الكهف كل مساء تقريبًا بحثًا عن الطعام في هجرة جماعية مذهلة بينما تدخل قطعان من طيور السنونو والسمّام الصغيرة الكهف. في الصباح يحدث العكس.
وتشمل الثدييات الأخرى آكل النمل الحُرشفي سوندا (Manis javanica)، سنجاب الأرض ذو قنبرة (Rheithrosciurus macrotis)، جبون فضي (Hylobates moloch)، ودُب الشمس (Helarctis malayanus euryspilos)، قرد ورقة المارون (Presbytis rubicunda)، وخز أصفر الحلق (Martes flavigula).
لا يُعرف عدد من البرمائيات إلا من منتزه جبل مولو الوطني، بما في ذلك ضفدع القرفصاء Calluella flava  وضفدع Ansonia torrentis.

### النباتات
تحتوي حديقة جبل مولو الوطنية على عدد كبير من الأنواع النباتية. تحتوي الحديقة على 17 منطقة نباتية، بها 3500 نوع من النباتات الوعائية، و 1,500 نوعاً من النباتات المُزهرة. هناك 109 نوعاً في 20 جنسا من أشجار النخيل، وأكثر من 1,700 الطحالب وحشائش الكبد، و 8,000 نوعاً من الفطريات، و 442 نوعا من الجراثيم المُنتجة للازهريات الوعائية تم تسجيلها. أمثلة على مناطق الغطاء النباتي الموجودة في المنتزه هي: غابات مستنقعات الخث، والبراح، وغابات مجنحية الثمر المختلطة، والغابات الطُحلبية، والنظم الإيكولوجية الجبلية. تشغل غابات الأراضي المُنخفضة 40٪ من مساحة المنتزه بينما تحتل الغابات الجبلية 20٪ من مساحة المنتزه.

## التركيبة السكانية والثقافة

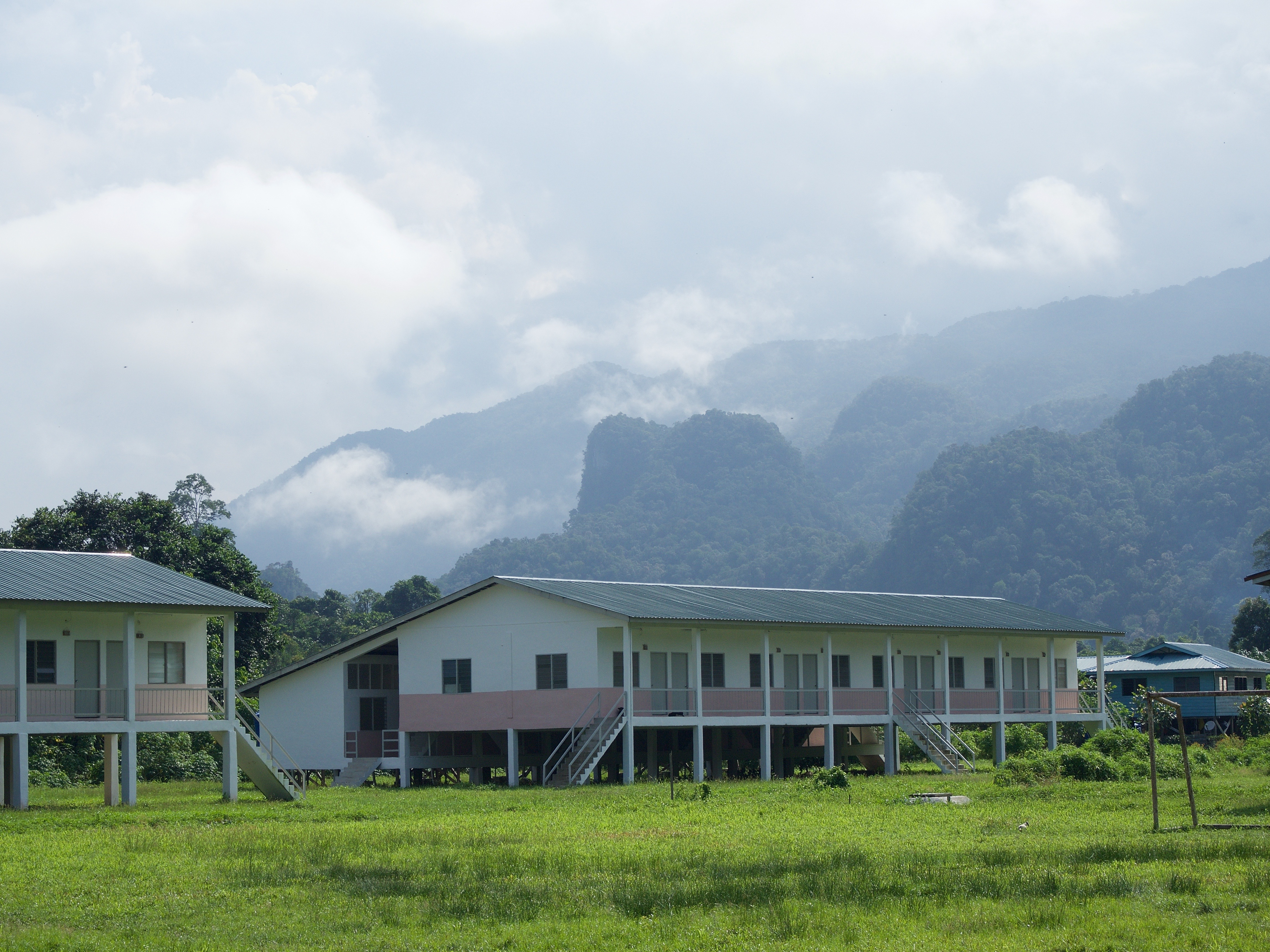
قرية بينان على نهر ميلينا بالقرب من الحديقة الوطنية.

السُكان المحليين في وحول الحديقة من القبائل الأورانغ أولو، الكيبوت، الكينيا، الكيان، المولوت والبينان. حافظ سكان بينان في الأصل على أُسلوب حياة بدوي، لكنهم الآن شبه مُستقرين في الجزء الجنوبي الغربي من المُنتزه في باتو بونجان ولونغ إيمان. استقر عدد قليل مُنهم بالقرب من الجانب الشرقي من الحديقة، ولدى 300 منهم الحق في اصطياد الخنازير والغزلان في مناطق الصيد المُخصصة. حافظ شعب بيراوان أيضًا على امتيازات الصيد الخاصة بهم في المنطقة. يرتدي رجال القبائل عادة القبعات التقليدية من الريش والمئزر برسومات موشومة على الذراعين والصدر والرقبة. بعض النساء لديهن وشم صغير على أجسادهن، بينما يمتد شحمة الأُذن عند البعض إلى أكتافهن.
كشفت الحفريات في كهف الرياح أيضًا عن قطع أثرية وبقايا بشرية تعود إلى ما بين 500 إلى 3,000 عام.

## طرق الرحلات

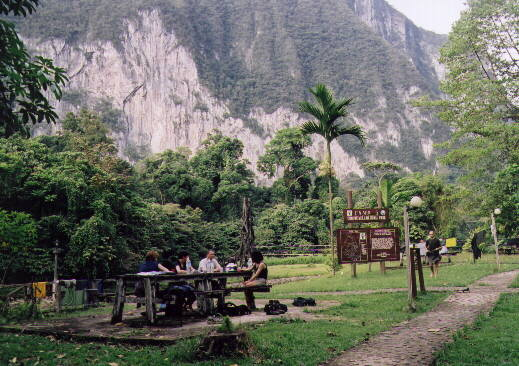
المعسكر 5 في 2003

تحتوي الحديقة الوطنية على ثلاث رحلات تسلق، وتستغرق 3 أيام / ليلتين تؤدي إلى منظر جبل مولو. تبدأ الرحلة عادة برحلة تستغرق ساعة أو ساعتين بالقارب من نهر ميلينو إلى كوالا بيرار (دلتا بيرار). معسكر القاعدة 5 يقع بالقرب من أخدود ميلينو الذي يفصل جبل بينارات عن آبي . بعد المعسكر 5، يوجد رحلة بارتفاع 1200 متر؛ تمر من غابة مجنحية الثمر إلى غابة الطحالب. ويتطلب القسم الأخير الحبال والسلالم للمساعدة في التسلق.
مسار Headhunter's هو الطريق الذي يتم اتخاذه للدخول إلى حديقة جبل مولو الوطنية أو الخروج منها. يتبع المسار الطريق الذي سلكه كيان من نهر ميليناو إلى أخدود ميليناو. يبدأ المسار برحلة بالقارب إلى كوالا بيرار، ثم رحلة لمدة ساعتين إلى ثلاث ساعات للوصول إلى المعسكر 5. من المعسكر 5، يوجد 11.2 كم درب يؤدي إلى كوالا تيريكان والذي يمكن أن يستمر من أربع إلى خمس ساعات. يمكن للمتسلقين اختيار البقاء في محطة الحارس نانجا ميتاوي (15 دقيقة من كوالا تيريكان) أو منزل طويل يسمى روما بالا ليسونج (ثلاث إلى أربع ساعات بالقارب الطويل). بعد ذلك، ستصل رحلة بالقارب إلى أسفل النهر إلى نانجا ميداميت حيث يوجد طريق يؤدي إلى ليمبانج.
رحلة قمة جبل مولو هي الرحلة الوحيدة للوصول إلى قمة جبل مولو. تقع القمة على بعد 24 كيلومترات من مقر الحديقة. تبدأ الرحلة من مقر الحديقة الوطنية لتصل إلى المعسكر 3ـ ثم التنزه عبر الغابات الأولية بارتفاع 1,200 متر وبمسافة 12 كم. يبدأ ظهور الغابة المطحونة من المعسكر 3. وسيستغرق الصعود بضع ساعات للوصول إلى المعسكر 4. بعد المعسكر 4، هناك عدد قليل من الصعود الرأسي الذي يتطلب حبال معقودة تؤدي في النهاية إلى القمة. يقع المعسكر 1 على طول الرحلة الهابطة من قمة جبل مولو. هناك ارتفاع آخر لمدة 3 ساعات للوصول إلى مقر المنتزه من المعسكر 1.

## الإدارة والمرافق

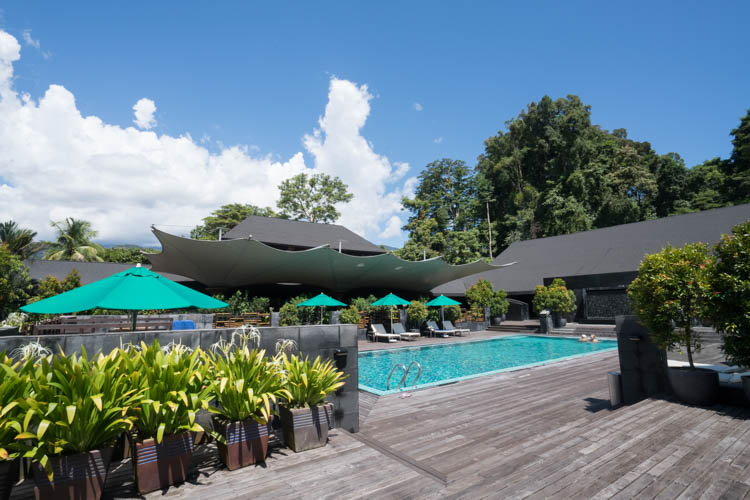
حمام السباحة في منتجع رويال مولو.

وحدة المناطق المحمية وحفظ التنوع البيولوجي (PABC) التابعة لمؤسسة غابات سارواق هي المسؤولة عن إدارة المناطق المحمية تمامًا (TPA) في متنزه جبل مولو الوطني الذي يغطي 90٪ من مساحة المنتزه وهو مُغلق أمام الجمهور. تم فتح نسبة 10٪ المُتبقية من مساحة المتنزه للزوار وتديرها شركة Borsarmulu Park Management Sdn Bhd.

## الخِلافات
في عام 2019، شن سُكان بينان وبراوان الأصليين بالقُرب من حديقة مولو الوطنية حصارًا ضد شركة لقطع الأشجار وزراعة نخيل الزيت تتعدى على أراضيهم القريبة من مولو. نفت حُكومة سرواق أن تؤثر أنشطة قطع الأشجار على البيئة في حديقة مولو الوطنية. في 15 مارس 2019، قرر السُكان الأصليون بعد ذلك تقديم شكوى رسمية إلى اليونسكو على أمل لفت الانتباه إلى هذه القضية.

## أُنظر أيضاً
- كهف المياه النقية
- كهف الحظ السعيد

## روابط خارجية
</img>
- غابات سرواق | حديقة مولو الوطنية